# GPS week number rollover
El GPS week number rollover —en español, Rebosamiento o Desbordamiento del número de semanas del GPS— es un fenómeno que ocurre cada 1024 semanas, lo que equivale aproximadamente a 19,6 años. 

## Causa
El GPS no sólo se utiliza para el determinar el posicionamiento de un dispositivo, sino también permite a estos determinar la hora exacta, utilizada para sincronizar con precisión, entre otros, las operaciones de pago, las emisoras de radio y televisión y los operadores móviles. El GPS transmite una fecha que incluye un contador de semanas que solo es capaz de almacenar diez dígitos binarios, es decir, solo puede tomar valores entre 0 y 1023. Al acabar la semana número 1023 un desbordamiento de enteros hace que el contador, al no poder pasar al 1024, vuelva a cero. En consecuencia, el software que no está preparado para esta vuelta a cero dejar de funcionar o su reloj interno retrocede en el tiempo al menos 19,6 años.

## Primer desbordamiento
El primer desbordamiento tuvo lugar a las 00:00 (UTC) del 22 de agosto de 1999.
NavCen emitió un aviso antes de este evento indicando que algunos dispositivos no lo tolerarían. Debido al uso relativamente limitado del GPS durante el incidente de 1999, no tuvo gran incidencia en la práctica.

## Segundo desbordamiento
El segundo desbordamiento se dio la medianoche del 7 de abril de 2019, último día de la semana GPS número 2047.  El Departamento de Seguridad Nacional de los Estados Unidos, la Organización de Aviación Civil Internacional y otros emitieron una advertencia sobre este suceso.

### Consecuencias
Algunos productos que fueron afectados por el desbordamiento son: el software de navegación y gestión de vuelos de Honeywell —que causó un retraso y varias cancelaciones en vuelos de la aerolínea KLM en China—, la red inalámbrica de la ciudad de Nueva York (NYCWiN) —una red privada para los servicios municipales de la ciudad de Nueva York, que colapsó—, teléfonos celulares que anteriores a 2003,  ciertas estaciones terrestres de radiosondas antiguas Vaisala —suspendiendo el lanzamiento de globos meteorológicos durante dos semanas—, las boyas meteorológicas de NOAA, muchos instrumentos científicos,  y algunos dispositivos de navegación GPS.

## Desbordamiento de 2038
El tercer desbordamiento ocurrirá el 21 de noviembre de 2038. Esto no tiene relación con el problema del año 2038, que ocurrirá en enero de ese mismo año.

## Desbordamiento de 2137 (CNAV)
Los desbordamientos anteriormente vistos son causados por un contador de semanas de diez bits, es decir, de 1024 semanas. Sin embargo, el protocolo CNAV, sucesor del protocolo NAV original, utiliza un contador de trece bits, lo que equivale a un ciclo de 8192 semanas (157 años); por lo tanto, utilizando el mismo punto de partida que el protocolo NAV (el año 1980), el primer desbordamiento no será hasta 2137, coincidiendo con el octavo desbordamiento de NAV (ya que el contador de CNAV puede albergar ocho veces el número de semanas que el de NAV). 